# Futerał (Kozia Wieś)
Futerał – przysiółek wsi Kozia Wieś w Polsce, położony w województwie świętokrzyskim, w powiecie włoszczowskim, w gminie Krasocin.
W latach 1975–1998 przysiółek administracyjnie należał do województwa kieleckiego.